# Минимакс
Минимакс — правило принятия решений, используемое в теории игр, теории принятия решений, исследовании операций, статистике и философии для минимизации возможных потерь из тех, которые лицо, принимающее решение, не может предотвратить при развитии событий по наихудшему для него сценарию.
Критерий минимакса первоначально был сформулирован в теории игр для игры двух лиц с нулевой суммой Джеймсом Уолдгрейвом в 1713 году, в случаях последовательных и одновременных ходов, впоследствии получил развитие в более сложных играх и при принятии решений в условиях неопределённости. С понятием минимакса связано понятие максимина (значение минимакса не меньше значения соответствующего максимина).
В математике принцип минимакса используется в задачах приближения функций алгебраическими полиномами, в задачах нелинейного программирования.

## Теория игр
В теории игр теорема Неймана — Моргенштерна о минимаксе была доказана Джоном фон Нейманом в статье «К теории стратегических игр» (нем. Zur Theorie der Gesellschaftsspiele; 1928), появление данной работы определяет становление теории игр в качестве самостоятельного раздела математики. В дальнейшем показано, что теорема Неймана выводится из более общей теоремы Какутани, доказанной в 1941 году. Согласно теореме Неймана, для любой конечной игры со смешанными стратегиями существует решение, при котором достигаемые минимаксы равны. В комбинаторной теории игр используется алгоритм минимакс.
Исследования Абрахамом Вальдом минимакса в 1940-е годы оказали влияние на формирование теории принятия решений.

## Минимакс в философии
Термин «максимин» использует Джон Ролз в книге «Теория справедливости» (англ. A Theory of Justice; 1971), где теория общественного договора рассматривается с применением теории игр.